# Maja Lunde

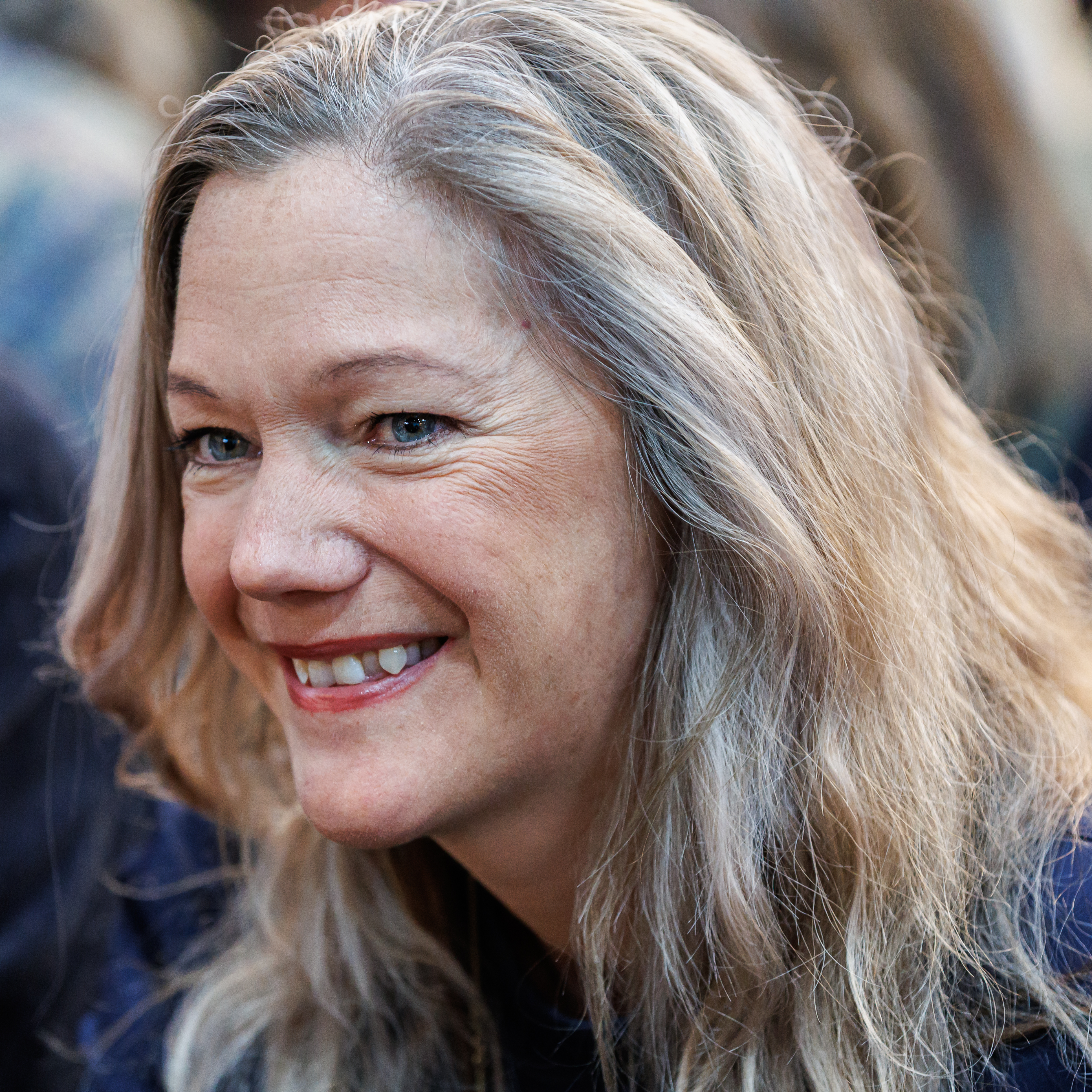
Maja Lunde 2025

Maja Lunde (* 30. Juli 1975 in Oslo) ist eine norwegische Schriftstellerin und Drehbuchautorin.

## Leben
Maja Lunde wuchs in Bislett, einem Stadtteil im Norden von Oslo, auf. 1996 begann sie an der Universität ihrer Heimatstadt ein Studium der Literatur mit dem Nebenfach Psychologie, um anschließend eine Lehre der Medien- und Kommunikationswissenschaft mit der Spezialisierung auf Filmgeschichte aufzunehmen. Im Rahmen dieses Studiums veröffentlichte Lunde 2001 eine Arbeit über den norwegischen Filmregisseur Nils R. Müller.
Nach ihrem Studium arbeitete Maja Lunde unter anderem für Kultur- und Filmfestivals, Kinos und Filmmuseen in Norwegen, wobei sie auch in dieser Zeit schon Drehbücher für das norwegische Fernsehen, insbesondere für Kindersendungen, schrieb.
Seit 2009 ist sie hauptberuflich als Drehbuchautorin tätig. 2012 veröffentlichte die Norwegerin ihr erstes Kinderbuch Over grensen über jüdische Kinder, welche 1942 von Norwegen in das nicht von den Nationalsozialisten besetzte Schweden fliehen. Ihr erster Roman wurde 2015 unter dem Titel Bienes historie (deutscher Titel: Die Geschichte der Bienen) in Norwegen publiziert. In diesem verbindet sie Umweltprobleme am Beispiel des Bienensterbens mit persönlichen Schicksalen. Die Idee hierzu erhielt Lunde, nachdem sie 2013 eine Dokumentation über dieses Thema gesehen hatte. Wegen des großen Erfolgs des Buches in Norwegen wurden die Veröffentlichungsrechte in mehr als 30 Länder, unter anderem auch nach Deutschland, verkauft.

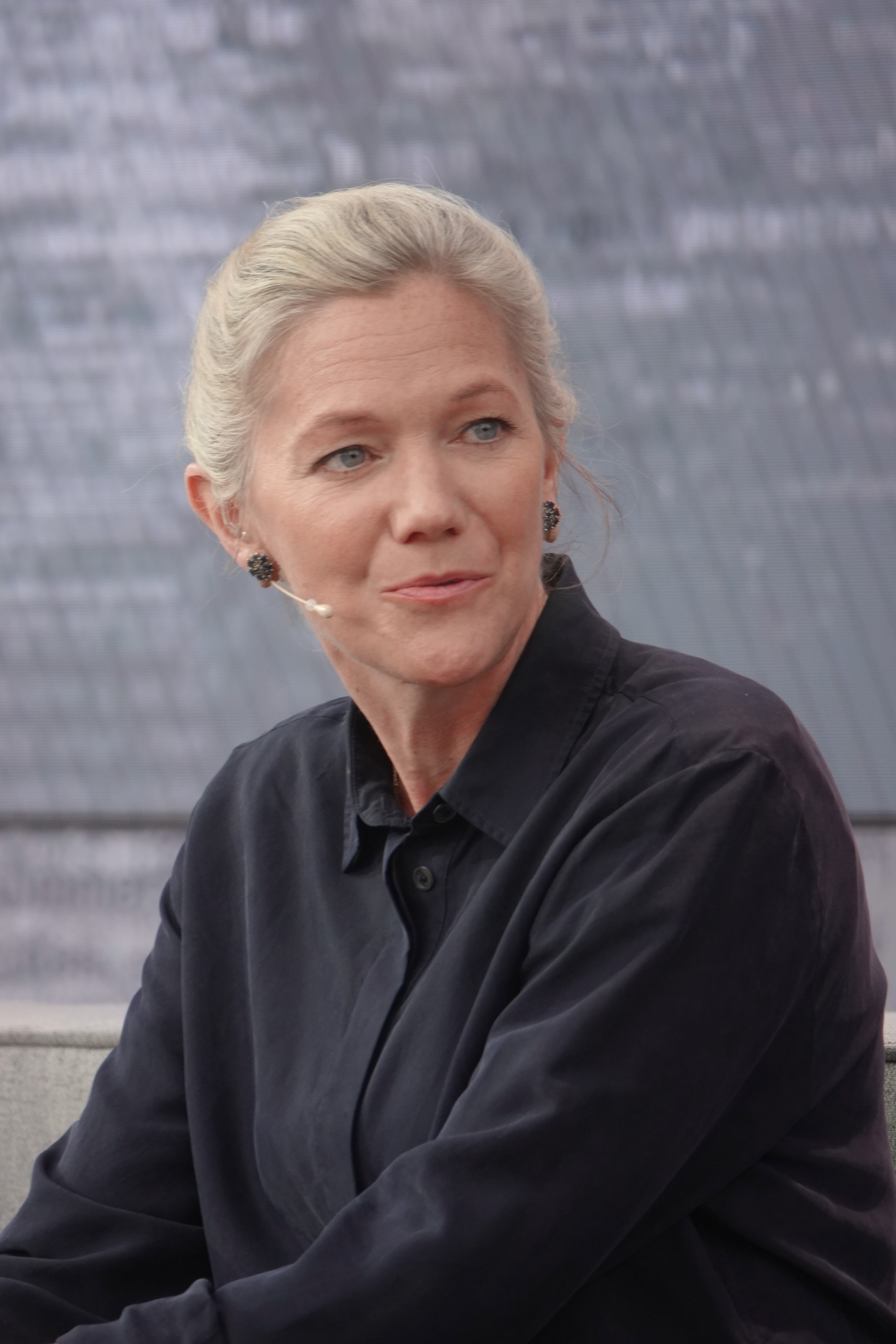
Maja Lunde 2023

Beim Schreiben ihres ersten Romans plante die Autorin, insgesamt vier Bücher zum Thema Umwelt, ein sogenanntes Klimaquartett, zu veröffentlichen. Das zweite Buch der Reihe erschien 2017 unter dem Titel Blå (deutscher Titel: Die Geschichte des Wassers) in ihrem Heimatland. 2019 erschien mit Przewalskis hest (deutscher Titel: Die Letzten ihrer Art) das dritte Buch der Reihe. Das Finale des Quartetts Drømmen om et tre (deutscher Titel: Der Traum von einem Baum) wurde 2022 veröffentlicht.
Im November 2024 erschien auf Netflix der Film Die Schneeschwester basierend auf ihrem gleichnamigen Roman.
Maja Lunde ist verheiratet und Mutter von drei Söhnen.

## Werke

### Romane (Klimaquartett)
- Bienes historie (2015) (deutsch von Ursel Allenstein: Die Geschichte der Bienen, btb, München 2017, ISBN 3-442-75684-7)
Für das Buchkonzept hatte Maja Lunde einen wissenschaftlichen Mitarbeiter des Osloer Naturhistorischen Museums als Berater.[6][7]
Nach dem Erfolg wurde der Roman für Erwachsene in dreißig Sprachen übersetzt und die entsprechenden Veröffentlichungsrechte vergeben (Stand Ende 2017).
- Blå (2017) (deutsch von Ursel Allenstein: Die Geschichte des Wassers, btb, München 2018, ISBN 3-442-75774-6).[6]
- Przewalskis hest (2019) (deutsch von Ursel Allenstein: Die Letzten ihrer Art, btb, München 2019, ISBN 978-3-442-75790-9)
- Drømmen om et tre (2022) (deutsch von Ursel Allenstein: Der Traum von einem Baum, btb, München 2023, ISBN 978-3-442-75791-6)

### Kinder- und Jugendbücher
- Over grensen (2012) (deutsch von Antje Subey-Cramer: Über die Grenze, cbt, 2021, ISBN 978-3-570-31427-2)
- Battle (2014)  (deutsch von Antje Subey-Cramer: Battle, Stuttgart: Urachhaus, 2018, ISBN 3-8251-5147-6)
- Verdens kuleste gjeng (2015) [dt.: Die coolste Gang der Welt]
- Det aller beste (2017)

#### Das Jahreszeiten-Quartett
Mit Illustrationen von Lisa Aisato.
- Snøsøsteren (2018) (deutsch von Paul Berf: Die Schneeschwester. Eine Weihnachtsgeschichte, btb, München 2018, ISBN 978-3-442-75827-2)
- Solvokteren (2020) (deutsch von Ina Kronenberger: Die Sonnenwächterin. Eine Frühlingsgeschichte, btb, München 2021, ISBN 978-3-442-75933-0)

### Weitere Werke
- De første dagene (2020) (deutsch von Ursel Allenstein: Als die Welt stehen blieb, btb, München 2020, ISBN 978-3-641-27311-8)
- Lukkertid, deutsch von Ursel Allenstein: Für immer, btb, München 2025, ISBN 978-3-442-76278-1.

## Auszeichnungen
- 2011: Preis beim Kosmorama Filmfestival, Trondheim, für das Drehbuch von Battle
- 2015: Bokhandlerprisen für Bienes historie
- 2015: Norwegian Fabel Prize für Bienes historie
- 2017: Titel Meistverkauftes Buch in Deutschland für Die Geschichte der Bienen – [8]
auch (Platz 1 der Spiegel-Bestsellerliste, 20. Mai–2. Juni und 10. Juni–1. September 2017)
- 2017: Leserpreis des deutschsprachigen Büchernetzwerks Lovelybooks für Die Geschichte der Bienen[9]